# Kebobang
Kebobang is een bestuurslaag in het regentschap Malang van de provincie Oost-Java, Indonesië. Kebobang telt 8177 inwoners (volkstelling 2010).